# Отоцкий, Фелициан Венантиевич
Фелициан Венантиевич Отоцкий вариант фамилии Отоцкий-Доленга (25 марта 1871  — 30 апреля 1931) —  помещик, депутат Государственной думы Российской империи II созыва от Петроковской губернии.

## Биография
По происхождению из дворян. Сын Венантия Отоцкого герба Долэнга (1838—1883) и его жены Флорентины урождённой Камоцкой (1835—1891). Выпускник Петроковской гимназии, в 1894 году окончил юридический факультет Варшавского университета. Будучи студентом, 3 мая 1891 года принял участие в политической демонстрации в честь столетия Польской Конституции, за это был арестован и приговорён к четырём неделям тюремного содержания и после освобождения оставался в течение трех лет под надзором полиции. После окончания университета в 1894 принял на себя управление своими имениями Корчево и Добьецине (Dobiecinie), где начал заниматься сельским хозяйством. После создания в июле 1905 Сельскохозяйственного общества в Петрокове, он вошел в его совет  и оставался до конца существования этого организации (1921), являлся товарищем  председателя земледельческой секции Петроковского Сельскохозяйственного общества. Состоял в Совете Петроковского общества взаимного кредита. Поддерживал Национально-демократическую партию.
Участвовал в выборах в  Государственную думу I созыва, состоял выборщиком, но в члены Думы не прошёл.

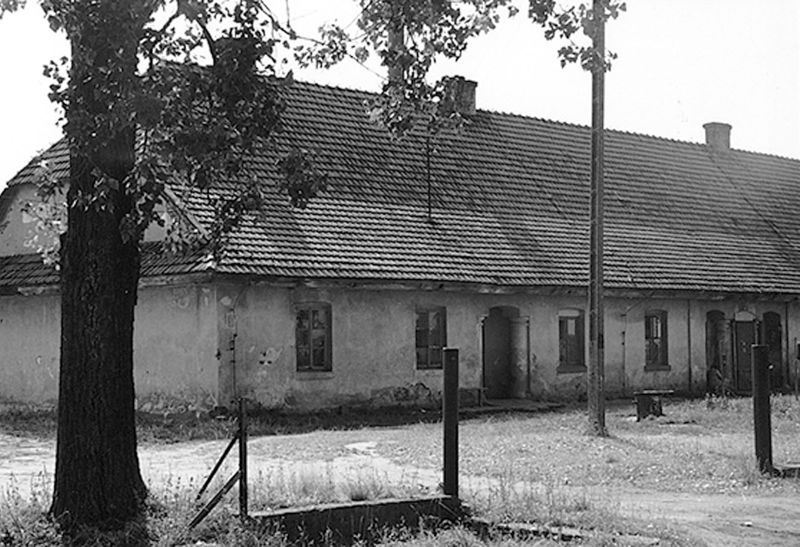
Фольварк Корчево.

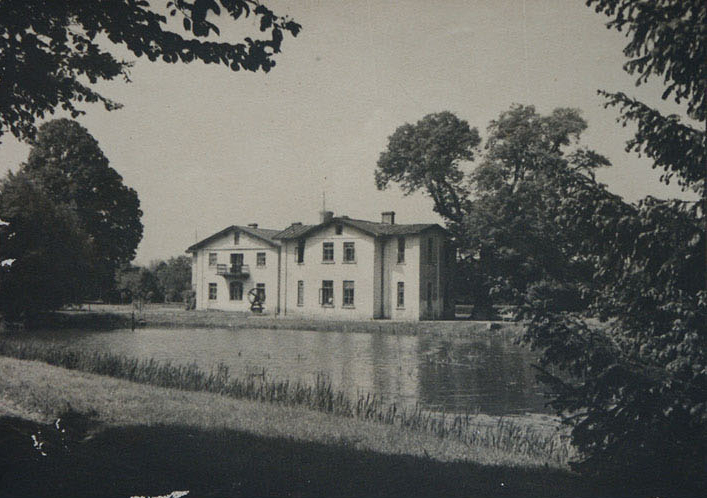
Добьецине (Dobiecinie).

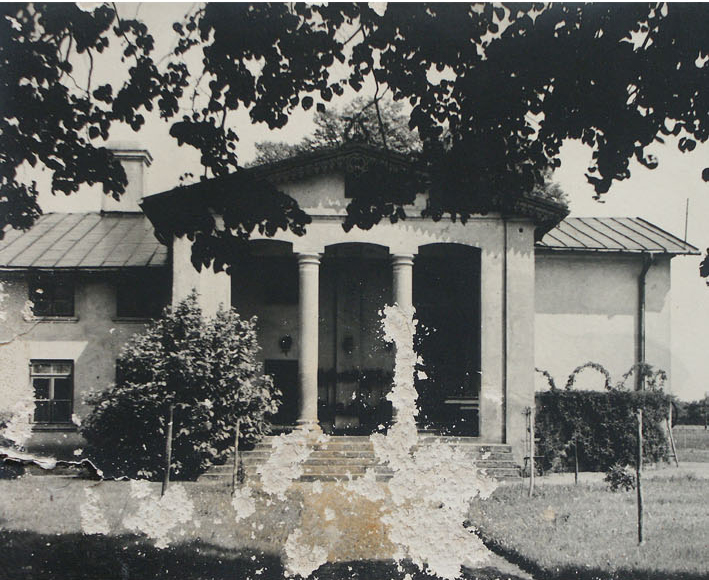
Добьецине (Dobiecinie).

6 февраля 1907 года был избран в Государственную думу II созыва от общего состава выборщиков Петроковского губернского избирательного собрания. Вошёл в состав Польского коло.  В комиссиях Думы не состоял, в прениях на думской трибуне не участвовал.
11 октября 1907 года был снова избран выборщиком на выборах в Государственную думу III созыва, но не выдвинул свою кандидатуру для избрания депутатом Государственной Думы. Принимал участие в работе многих сельскохозяйственных организаций.
В 1918—1921 годах он был членом Комитета по аудиту Петроковского сельскохозяйственного синдиката. Также состоял в Совете общества взаимного кредита в Петрковк. Вскоре после обретения Польшей независимости Отоцкий отказался от участия в широких социальных мероприятиях. Скончался 30 апреля 1931 года в Добьецине (Dobiecinie). 3 мая  был первоначально похоронен в Богдане (Bogdan), а затем его останки были перенесены в специально построенную часовню возле усадьбы в Корчево (Korczew).

## Семья

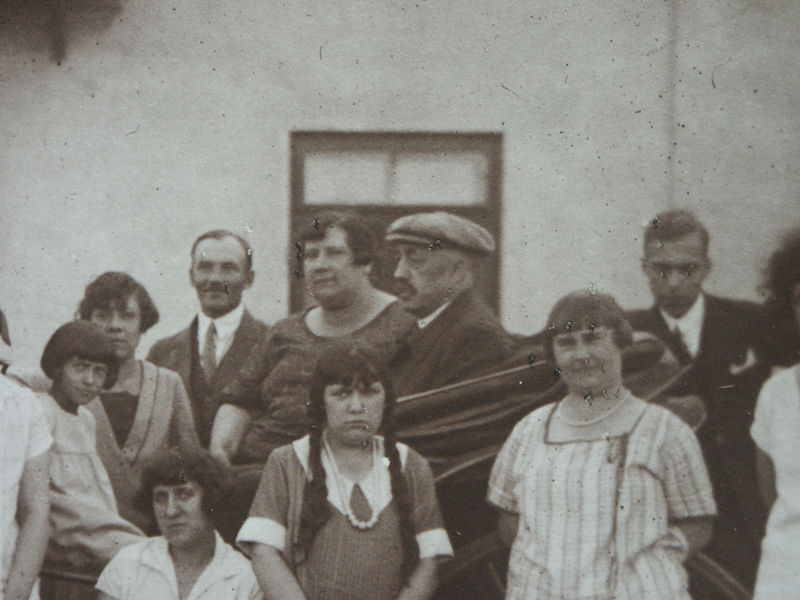
Фклициан Отоцкий и его жена в пролётке, вокруг их дочери.

- Жена —  Мария Зофья в девичестве Лещинская (1877—1951)[2]
  - Дочь — Янина  в замужестве Пентковская (Pętkowska, 1896—1988)[2]
  - Дочь — Ванда в замужестве Ксык (Ksyk, 1900—1957)[2]
  - Дочь — Ирена в замужестве Пяшчиньская (Piaszczyńska, 1904—1983)[2]
  - Дочь — Хелена в замужестве Фиалковская (Fijałkowska, 1906—1990)[2]
  - Дочь — Александра Отоцкая (1910—1975)[2]

### Рекомендуемые источники
- Brzoza Cz., Stepan K. Poslowie polscy w Parlamente Rosyjskim, 1906—1917: Slownik biograficzny. Warszawa, 2001.

### Архивы
- Российский государственный исторический архив. Фонд 1278. Опись 1 (2-й созыв). Дело 315; Дело 559. Лист 6.